# Aloe kouebokkeveldensis
Aloe kouebokkeveldensis ist eine Pflanzenart der Gattung der Aloen in der Unterfamilie der Affodillgewächse (Asphodeloideae). Das Artepitheton kouebokkeveldensis verweist auf das Vorkommen der Art im Koue Bokkeveld Gebirge in Südafrika.

## Beschreibung

### Vegetative Merkmale
Aloe kouebokkeveldensis wächst stammlos, ist einzeln oder verzweigt und bildet kleine Gruppen. Die aufsteigenden, lanzettlichen Laubblätter bilden aufrechte oder niederliegende Rosetten. Die gräulich- bis bläulichweiße, undeutlich gestreifte Blattspreite ist 40 bis 48 Zentimeter lang und 10 bis 15 Zentimeter breit. Bei Trockenheit wird sie blassrosafarben. Auf ihr befinden sich unregelmäßig dicht verteilte Flecken. Die blassrosaweißen Zähne am knorpeligen Blattrand sind 1 Millimeter lang. Der farblose Blattsaft trocknet gelb.

### Blütenstände und Blüten
Der Blütenstand besteht aus bis zu 15 Zweigen und erreicht eine Länge von 100 bis 140 Zentimeter. Die ziemlich dichten, kopfigen Trauben sind 8 bis 10 Zentimeter lang. Die Brakteen weisen eine Länge von 5 bis 8 Millimeter auf und sind 2 bis 4 Millimeter breit. Die orangeroten Blüten stehen an 12 bis 15 Millimeter langen Blütenstielen. Die Blüten sind 22 bis 23 Millimeter lang. Die Blütenbasis ist geschwollen und weist einen Durchmesser von 4 bis 5 Millimeter auf. Darüber sind die Blüten auf 3 Millimeter verengt und schließlich zur Mündung auf 5 Millimeter erweitert. Ihre äußeren Perigonblätter sind auf einer Länge von 7 Millimetern nicht miteinander verwachsen. Die Staubblätter und der Griffel ragen kaum aus der Blüte heraus.

## Systematik und Verbreitung
Aloe kouebokkeveldensis ist in der südafrikanischen Provinz Westkap in einem sehr kleinen Gebiet auf Klippen und steilen Hängen verbreitet.
Die Erstbeschreibung durch Ernst Jacobus van Jaarsveld und A. Barry Low wurde 2004 veröffentlicht.

## Nachweise